# Црвена куга
Црвена куга је постапокалиптични роман америчког писца Џека Лондона, првобитно објављен у Лондонском магазину 1912. године. Књига је постала познатија 2020. године, због сличности са пандемијом Ковид-19, посебно имајући у виду да ју је Лондон писао у време када се у свету путовања нису дешавала брзо као данас. Међутим, за разлику од Ковида-19, у овој причи, жртве су умирале у року од сат времена, а смртност црвене куге је била практично 100%.

## Резиме радње
Радња се одвија 2073. године, шездесет година након што је неконтролисана епидемија, позната као Црвена куга, напустила планету. Џејмс Смит је један од преживелих из ере пре него што је захватила црвена куга и још увек је жив у области Сан Франциска, а путује са својим унуцима Едвином, Ху-Хуом и Зечјом усном. Његови унуци су млади и живе као првобитни ловци-сакупљачи у веома депопулационом свету. Њихов интелект је ограничен, као и језичке способности. Едвин пита Смита, кога зову "Грензер", да им прича о болести која се назива скарлетна куга, црвена куга или црвена смрт.
Смит препричава причу о свом животу пре куге, када је био професор енглеског језика. У 2013. години, годину дана након што је „Морган Пети именован за председника Сједињених Држава од стране одбора магната“, болест се појавила и брзо се проширила. Пацијенти би постали црвени, посебно у лицу, и њихови екстремитети би трнули. Жртве су обично умирале у року од 30 минута од првих симптома. Упркос њиховим напорима, доктори и научници нису могли да пронађу лек, а они који су то покушали такође су убијени од болести. Унуци доводе у питање Смитово веровање у "клице" које изазивају болест, јер се не могу видети.
Смит сведочи својој првој жртви куге док се налази на факултету и подучава студенте, када лице младе жене постаје црвене боје. Она брзо умире, а паника обузима кампус. Смит се враћа кући, али његова породица одбија да му се придружи јер се плаше да је заражен. Убрзо, епидемија захвата област и становници почињу да се буне и убијају једни друге. Смит се састаје са колегама у згради хемије свог колеџа, где се надају да ће сачекати проблем. Убрзо схватају да се због безбедности морају преселити на друго место и кренути на север.
Убрзо, цела Смитова дружина изумире и он остаје као једини преживели. Живи три године сам у друштву понија и два пса. На крају, његова потреба за друштвеном интеракцијом га приморава да се врати у област Сан Франциска у потрази за другим људима. Коначно открива да је створена нека врста новог друштва са неколико преживелих, који су се разбили на племена.
Смит брине да се он последњи сећа времена пре куге. Присећа се квалитета хране, друштвених класа, свог посла и технологије. Како схвата да му време постаје кратко, покушава да својим унуцима пренесе вредност знања и мудрости. Његови напори су, међутим, узалудни, јер деца исмевају његова сећања на прошлост, која им звуче потпуно невероватно.

## Историја публикације
Црвена куга је написана 1910. године, али није објављена све до издања Лондонског магазина за мај – јун 1912. године. Објавио ју је као књигу 1915. Макмилан.
Лондон је објавио у облику књиге у тренутку своје каријере који су биографи и критичари назвали „професионалним падом“, од септембра 1912. до маја 1916. У том периоду је престао да пише кратке радове и прешао на дужа дела, укључујући Џон Берлејкорн (1913), Побуна Елсинора (1914), Звездани ровер (1915), између осталих.
Црвена куга је касније поново штампана у издању Famous Fantastic Mysteries из фебруара 1949. године. Читаоци су били импресионирани чињеницом да је Лондон очекивао страхове атомског доба.
Џек Лондон је делимично инспирисан приповетком Едгара Алана Поа из 1842. „Маска црвене смрти“, иако сам вирус има различите симптоме. И Поова прича и Лондон спадају у жанр апокалиптичне фикције са универзалном кугом која је скоро уништила човечанство. Други примери укључују „Последњи човек” Мери Шели (1826), „Земља живи” Џорџа Р. Стјуарта (1949), „Свој Андромеда” Мајкла Крајтона (1969), „Уточиште” Стивена Кинга (1978), Опустошење Ренеа Барјавела (1943)...